# Simulium woodi
Simulium woodi es una especie de insecto del género Simulium, familia Simuliidae, orden Diptera.

## Distribución
Se distribuye por Malaui y Tanzania.

## Taxonomía
Fue descrita científicamente por Meillon, 1930.